# Brzezinka (gemeente Andrychów)
Brzezinka is een dorp in de Poolse woiwodschap Klein-Polen. De plaats maakt deel uit van de gemeente Andrychów en telt 727 inwoners.